# イ・インソン (1996年生)
イ・インソン（朝: 이인성、1996年7月28日 - ）は、韓国の子役。血液型はAB型。

## 出演作品

### テレビドラマ
- マイ・スウィート・ファミリー（2003年-2004年、SBS）
- 張吉山（チャン・ギルサン）（2004年、SBS）
- 春の日[1]（2005年、SBS）
- 春のワルツ[1]（2006年、KBS）- カング役
- イ・サン[1]（2007年-2008年、MBC） - チョン・フギョムの子供時代役[2]
- 快刀ホン・ギルドン（2008年、KBS）
- ラスト・スキャンダル[1]（2008年、MBC）
- ラブ・アゲイン症候群（2012年、JTBC）
- 火の女神ジョンイ（2013年、MBC）

### 映画
- モノポリー[1]（2006年）